# Trèvol menut
El trèvol menut (Trifolium dubium) és una planta herbàcia anual teròfita de la família de les fabàcies.

## Descripció

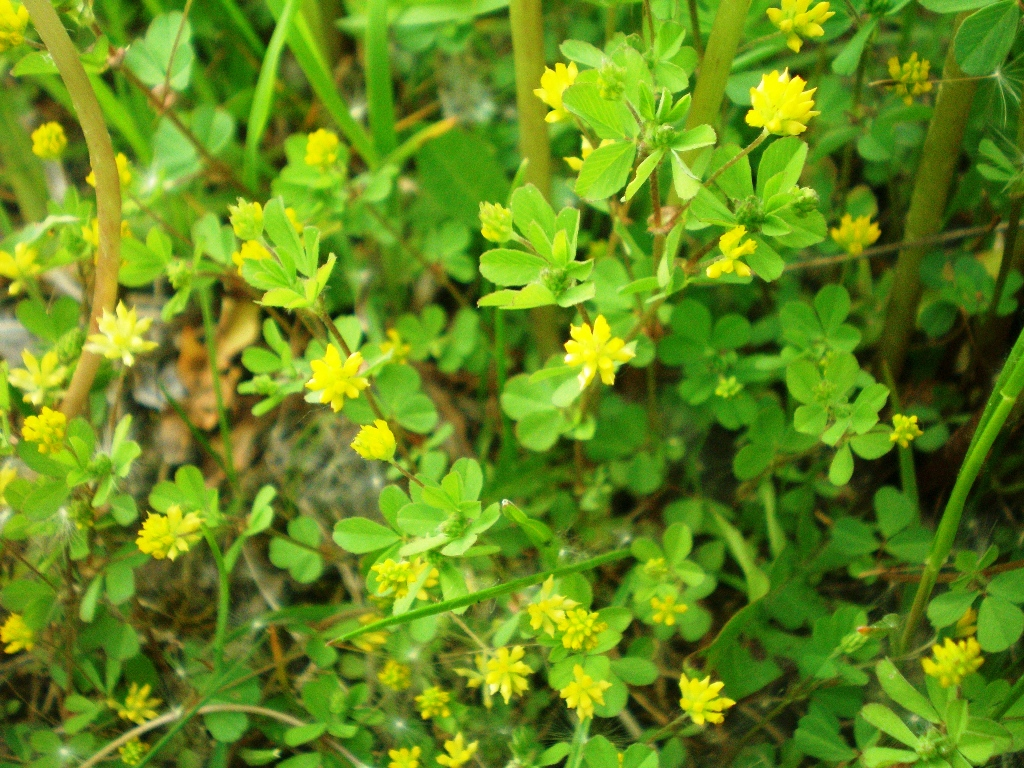
Foto de camp del trèvol menut

Té una arrel principal curta, a més de tindre nombroses arrels adventícies que es desenvolupen en la capa superior del sòl. Les tiges són primes de 10 a 40 centímetres d'alçada. Aquestes són de port ascendent, ramificades des de la base i cobertes escassament per pèls. Les estípules són arrodonides a la base i acuminades en l'àpex. Les fulles són estretes i d'un color entre gris i verd, també són ovats amb una incisió a l'àpex. Cada fulla té una llargària d'uns 5 a 10 centímetres. Les inflorescències són capítols sobre peduncles llargs amb 5 a 15 flors grogues. Aquestes cauen després de la floració i són auto-estèrils. Les llavors es troben en una beina. La pol·linització és feta pels insectes, zoogàmia. Les flors i els fruits ixen de juny a juliol. 2n = 28, 32.

## Distribució
Es troba a la part europea de Rússia: Lituània, Belarús, Ucraïna, el centre i sud de la Rússia europea. Només localitats al sud de Crimea. Creix a les praderies seques, boscos oberts i serrells boscos, estepes, en les sorres, a vegades com mala herba als camps. Prefereix la llum directa i els sòls pobres.

## Usos
Resistent a la sequera. Apte per al seu ús en sòls arenosos i calcaris. Pot utilitzar-se en barreges de llavors de fenc a les zones àrides. La baixa productivitat és un desavantatge.